# 肖远企

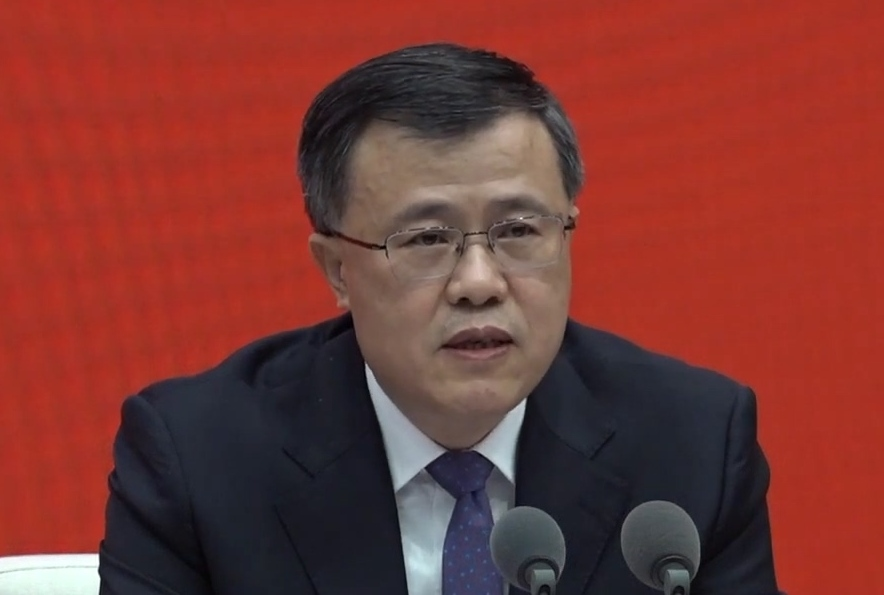
肖远企

肖远企（1966年4月—），男， 汉族，湖南衡阳人。1990年参加工作，1998年加入中国共产党，研究生学历，经济学、工商管理硕士学位。曾任中国银行保险监督管理委员会副主席，现任国家金融监督管理总局副局长。

## 简历
毕业于中国人民银行研究生部（现清华大学五道口金融学院）和克朗菲尔德大学。他曾于中国人民银行、中国银行及其驻外单位任职，参加了中国加入世界贸易组织和双边（多边）自由贸易区的谈判等工作。2000年，调至澳门金融管理局工作。2003年，进入新成立的中国银行业监督管理委员会担任银行监管三部世界贸易组织处处长，后任广东监管局副局长、银行监管二部副主任。2008年，升任重庆监管局局长。2009年2月，改任银行监管二部主任。2010年，兼任完善小企业金融服务领导小组办公室主任。2012年9月，任银行监管一部主任。2015年4月，任改制过后的审慎规制局局长。2018年10月，任中国银行保险监督管理委员会办公厅主任、首席风险官兼新闻发言人。2020年3月，卸任办公厅主任职务。
2021年2月，升任中国银行保险监督管理委员会副主席。2023年5月，任国家金融监督管理总局副局长。